# Ahmed Zakajev
Ahmed Halidovič Zakajev (čečensky Заки Хьалид кlант Ахьмад, rusky Ахмед Халидович Закаев; 26. dubna 1959, Kazašská SSR) je exilový předseda vlády neuznané Čečenské republiky Ičkerie. Byl také ministrem zahraničí ičkerijské vlády, jmenovaný Aslanem Maschadovem v roce 1997 a znovu v roce 2006 Abdulem Sajdullajevem. Během první čečenské války se Zakajev zúčastnil bitev o Groznyj a dalších vojenských operací, i jednání na vysoké úrovni s ruskou stranou.
V roce 2002 ho Rusko obvinilo z účasti na řadě zločinů, včetně účasti na teroristických činech. V roce 2003 Velká Británie zamítla žádost o jeho vydání pro nedostatek důkazů a prohlásila jeho obvinění za politicky motivovaná.

## Život
Zakajev se narodil v Kazašské SSR, jeho rodina byla deportována Stalinovým režimem v roce 1944. Vystudoval herectví a choreografii ve Voroněži a Moskvě a působil jako herec v divadle v čečenském hlavním městě Grozném, kde se specializoval na shakespearovské role. Od roku 1991 byl předsedou Čečenského svazu divadelních herců. V roce 1994 se Zakajev stal ministrem kultury v čečenské separatistické vládě Džochara Dudajeva.

### Čečenské války a meziválečné období
Poté, co ruské síly vstoupily do Čečenska a zahájily první čečenskou válku, Zakajev opustil svou práci a šel bojovat. Nejprve sloužil jako nižší velitel v jednotce Ruslana Gelajeva, v roce 1995 se zúčastnil bitvy u Grozného. Poté ozbrojená skupina pod jeho velením operovala v jihozápadní části Čečenska se sídlem ve městě Urus-Martan. Nakonec byl povýšen do hodnosti brigádního generála a jmenován velitelem fronty Urus-Martan. V únoru 1996 se stal velitelem celé Západní skupiny obrany Ičkerie. V srpnu 1996 se jeho síly zúčastnily rozhodujícího náletu na Groznyj , kde vedl útok na hlavní nádraží ve městě. Poté se stal poradcem úřadujícího prezidenta Zelimchana Jandarbijeva pro bezpečnostní záležitosti a tajemníkem Rady bezpečnosti Čečenska. Zastupoval Čečensko na mírových jednáních v dagestánském Chasavjurtu, které přinesly mírové ukončení prvního ozbrojeného konfliktu mezi Moskvou a Grozným.
Po válce se Zakajev stal čečenským vicepremiérem a zvláštním vyslancem zvoleného prezidenta Ičkerie Aslana Maschadova pro vztahy s Moskvou, přičemž byl členem delegace, která podepsala oficiální čečensko-ruskou mírovou smlouvu v Kremlu v roce 1997. V meziválečném období se postavil proti vzestupu radikálního islámu v Čečensku; je spoluautorem knihy s názvem Wahhábismus – lék Kremlu proti národně osvobozeneckým hnutím, v níž ukazuje na propojení mezi islamistickým extremismem a sovětskou globální „proteroristickou“ politikou a podporou diktatur v muslimském světě.
Během raných fází druhé čečenské války v letech 1999–2000 velel Zakajev Maschadovově prezidentské stráži; byl také zapojen do jednání s ruskými představiteli. V roce 2000 byl zraněn při autonehodě a z Čečenska odjel na léčení. Poté zůstal v zahraničí a stal se nejvýznamnějším zástupcem prezidenta Maschadova v západní Evropě.

### V exilu
Od ledna 2002 Zakajev a jeho rodina trvale žijí ve Spojeném království.
V říjnu 2002 zorganizoval Zakajev Světový čečenský kongres v Kodani v Dánsku. Během kongresu byl obviněn Ruskem z účasti na plánování útoku v moskevském divadle. Dne 30. října byl v Dánsku na základě zatykače Interpolu zadržen. Zakajev účast na útoku popřel. Byl držen v Dánsku po dobu pěti týdnů a poté propuštěn kvůli nedostatku důkazů, protože ruská formální žádost o vydání žádné důkazy proti němu neobsahovala.
Dne 7. prosince 2002 se Zakajev vrátil do Spojeného království, ale britské úřady ho krátce zatkly na londýnském letišti Heathrow; byl propuštěn na kauci 50 000 GBP, kterou zaplatila britská herečka Vanessa Redgrave, jeho přítelkyně, která s ním cestovala z Dánska. Ruské úřady ho obvinily ze 13 trestných činů. Všechna obvinění se ukázala jako falešná. V listopadu 2003 byl Zakajevovi byl ve Spojeném království udělen politický azyl.
V Londýně se Zakajev spřátelil s ruským disidentem a bývalým důstojníkem FSB Alexandrem Litviněnkem, později zavražděným v listopadu 2006; Zakajev obvinil ruského prezidenta Putina z nařízení jeho smrti. V roce 2007 britská policie varovala Zakajeva, že existuje zvýšené ohrožení jeho osobní bezpečnosti.
Dne 18. října 2022 uznal ukrajinský parlament Čečenskou republiku Ičkeria jako „dočasně okupovaný“ stát. Zakajev loboval za podporu této rezoluce.